# Zgornji Gasteraj
Zgornji Gasteraj – wieś w Słowenii, w gminie Sveti Jurij v Slovenskih goricah. W 2018 roku liczyła 146 mieszkańców.